# 궤도 우주 비행

정지 궤도에 있는 지구 주위를 도는 AMC-8 위성의 궤도

궤도 우주 비행(Orbital spaceflight) 또는 궤도 비행은 우주선이 적어도 한 궤도 동안 우주에 머무를 수 있는 궤도에 배치되는 우주선이다. 지구 주위에서 이 작업을 수행하려면 근지점 고도 (높이)(가장 가까운 접근 고도)가 약 80km(50마일)인 자유 궤도에 있어야 한다. 이것이 NASA, 미국 공군, 연방항공국(FAA)가 정의한 우주의 경계이다. 이 고도에서 궤도를 유지하려면 ~7.8km/s의 궤도 속도가 필요하다. 궤도가 높을수록 궤도 속도가 느려지지만 이를 달성하려면 더 큰 델타 V가 필요하다. 국제 항공 연맹은 항공과 우주 비행 사이의 경계에 대한 실무 정의로 고도 100km(62마일)에 카르만선을 설정했다. 이것은 테오도르 폰 카르만이 계산한 대로 약 100km(62마일)의 고도에서 차량이 대기로부터 충분한 공기역학적 양력을 얻어 스스로를 지탱하기 위해 궤도 속도보다 빠르게 이동해야 하기 때문에 사용된다.:84
대기 항력으로 인해 원형 궤도에 있는 물체가 추진력 없이 최소한 한 번의 완전한 회전을 마칠 수 있는 가장 낮은 고도는 약 150km(93마일)이다.
"궤도 우주 비행"이라는 표현은 우주선의 원지점이 우주에 도달하지만 근지점이 너무 낮은 비행인 준궤도 우주 비행과 구별하기 위해 주로 사용된다.